# Partille Cup

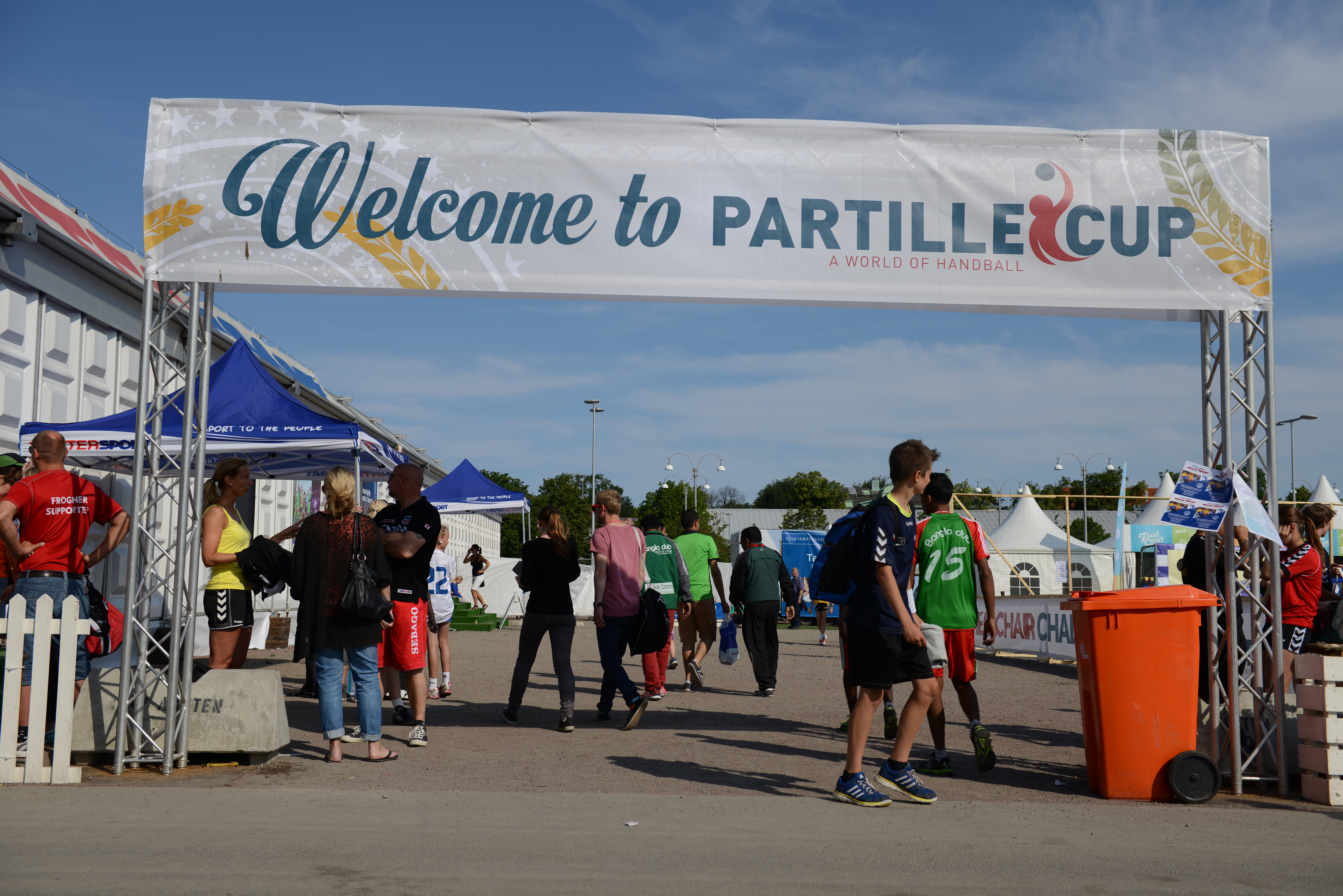
Foto da Abertura da Partille Cup

A Partille Cup (LITERALMENTE Taça Partille ou Copa Partille) é um grande torneio internacional de handebol para equipas juvenis de todo o mundo, aberto a jovens dos 10 aos 21 anos.

## O torneio
É realizado anualmente durante a semana 27 na cidade sueca de Gotemburgo, com a presença de numerosas equipas de muitos países.O Campeonato Partille Cup é o campeonato mundial de clubes para jovens dos 10 aos 21 anos (versão kids para 8 e 9 anos). Nesse “campeonato mundial” não há disputa no país para participar do mesmo, qualquer clube de qualquer país no mundo pode tentar levar o título de melhor equipe do mundo em sua categoria. É o maior campeonato amador de handebol de todo o mundo. Entretanto, o campeonato é disputado na grama como se fosse uma quadra normal, mas em um campo dividido em várias quadras. Sua principal Arena é a Heden Arena na qual ocorrem os grandes jogos e as finais. Na Heden Arena também tem quadras para jogos, atrações de handebol e outros esportes, sorveteria e uma grande loja com roupas, tênis e coisas de marcas famosas no handebol mundial. 
Organizador do torneio: IK Savehöf 

## 2019
No ano de 2019, 19 equipes do Brasil participaram do Campeonato. São eles:  
- Brasil SEPP - girls 15
- Herkules - boys 12
- BRH - boys 14
- BRH - boys 15
- BRH - girls 16
- EC Pinheiros - boys 13
- EC Pinheiros - boys 15
- EC Pinheiros - boys 16
- EC Pinheiros - girls 13
- EC Pinheiros - girls 15
- EC Pinheiros - girls 16
- Go Hand Play - boys 16
- Pueri Domus - boys 16
- Pueri Domus - boys 18
- Pueri Domus - girls 16
- Pueri Domus - girls 18
- Santa Cruz - girls 14
- Santa Cruz - girls 18
- Villa Portare HC - boys 21
- Villa Portare HC - girls 21

Destaque para equipe do Herkules (Guarulhos,SP) que no ano de 2017 levou o primeiro troféu da América do Sul no campeonato (3ª colocação). Desde então, todos os anos a equipe busca voltar e participar de mais um ano em busca de conquistar novamente um título inovador.  

## Partille Cup 2017
- Equipas : 1 185
- Equipas femininas: 650
- Equipas masculinas: 520
- Participantes: 22 500
- Países: 40